# 圣伊什特万圣殿
圣伊什特万圣殿（匈牙利語：Szent István-bazilika）是匈牙利首都布达佩斯的一座天主教宗座圣殿，以匈牙利的第一位国王伊什特万一世（975–1038）得名，其聖物王之聖右手 安放在此。
圣伊什特万圣殿与匈牙利国会大厦是布达佩斯最高的两座建筑，高96米，宽55米，长87.4米。它完成于1905年，工期长达54年。耽延的主要原因是1868年穹顶倾塌，已完成的工程全部拆除， 并从地基开始重建。
其建筑风格为新古典主义，平面为希腊式十字。立面有两个大钟楼。南塔内有匈牙利最大的钟，重量超过9吨。其前身重量约8吨，在二战期间用于军事目的，游客可以乘电梯或攀爬364级楼梯到达穹顶，360 °俯瞰布达佩斯。殿內除右手木乃伊之外尚有其他展示品，放置右手的展示盒需投幣才會亮燈方可見識其全貌。

## 圖片

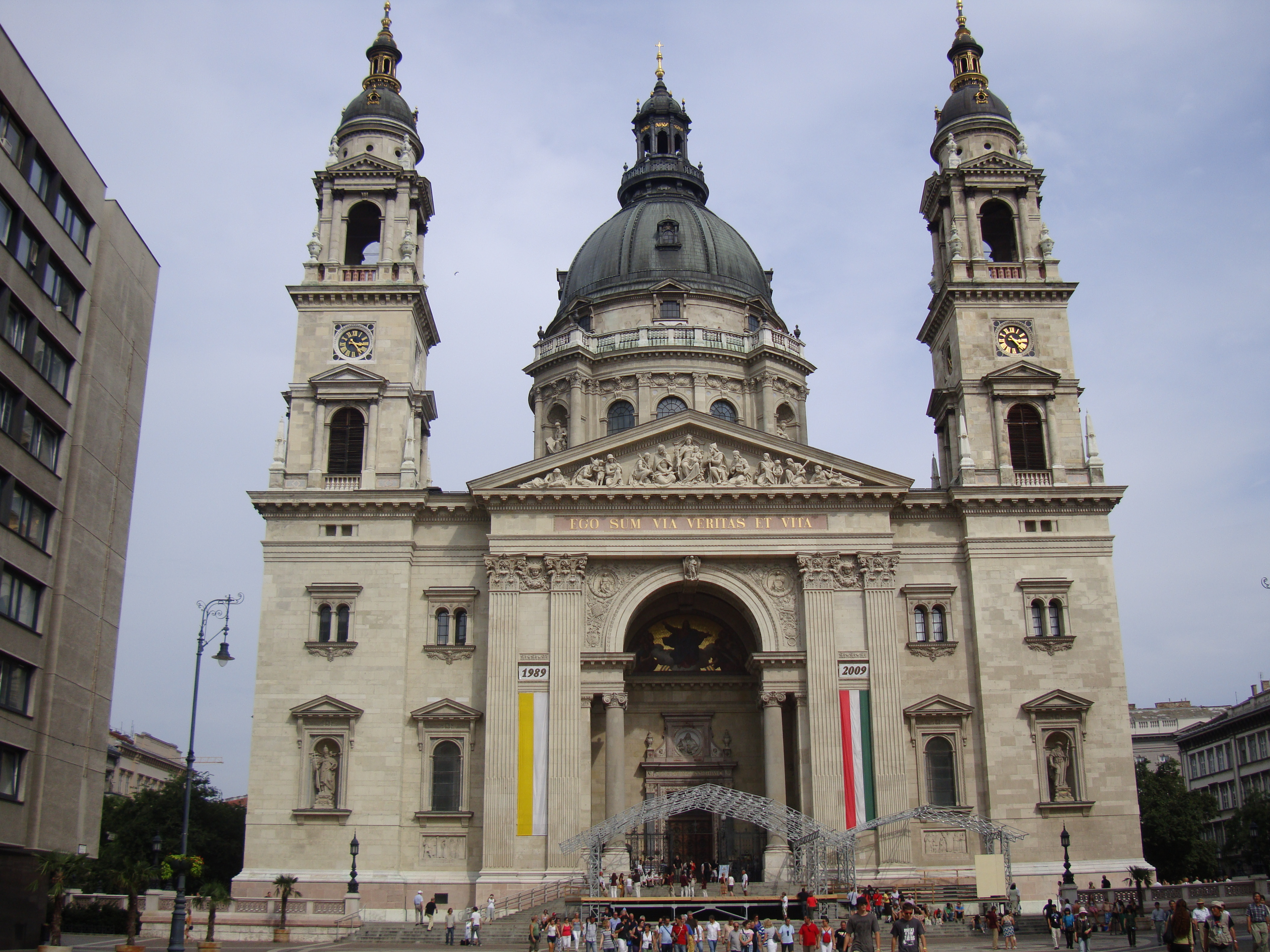
立面
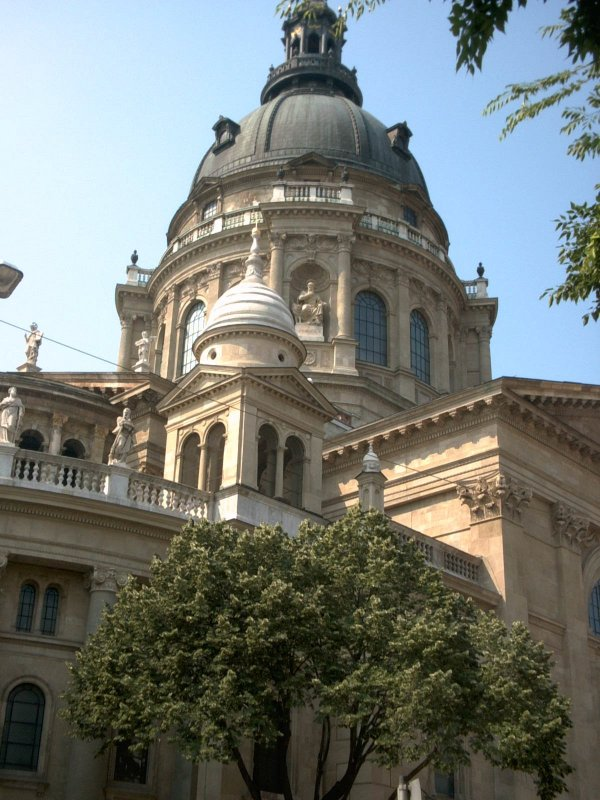
圣伊什特万圣殿
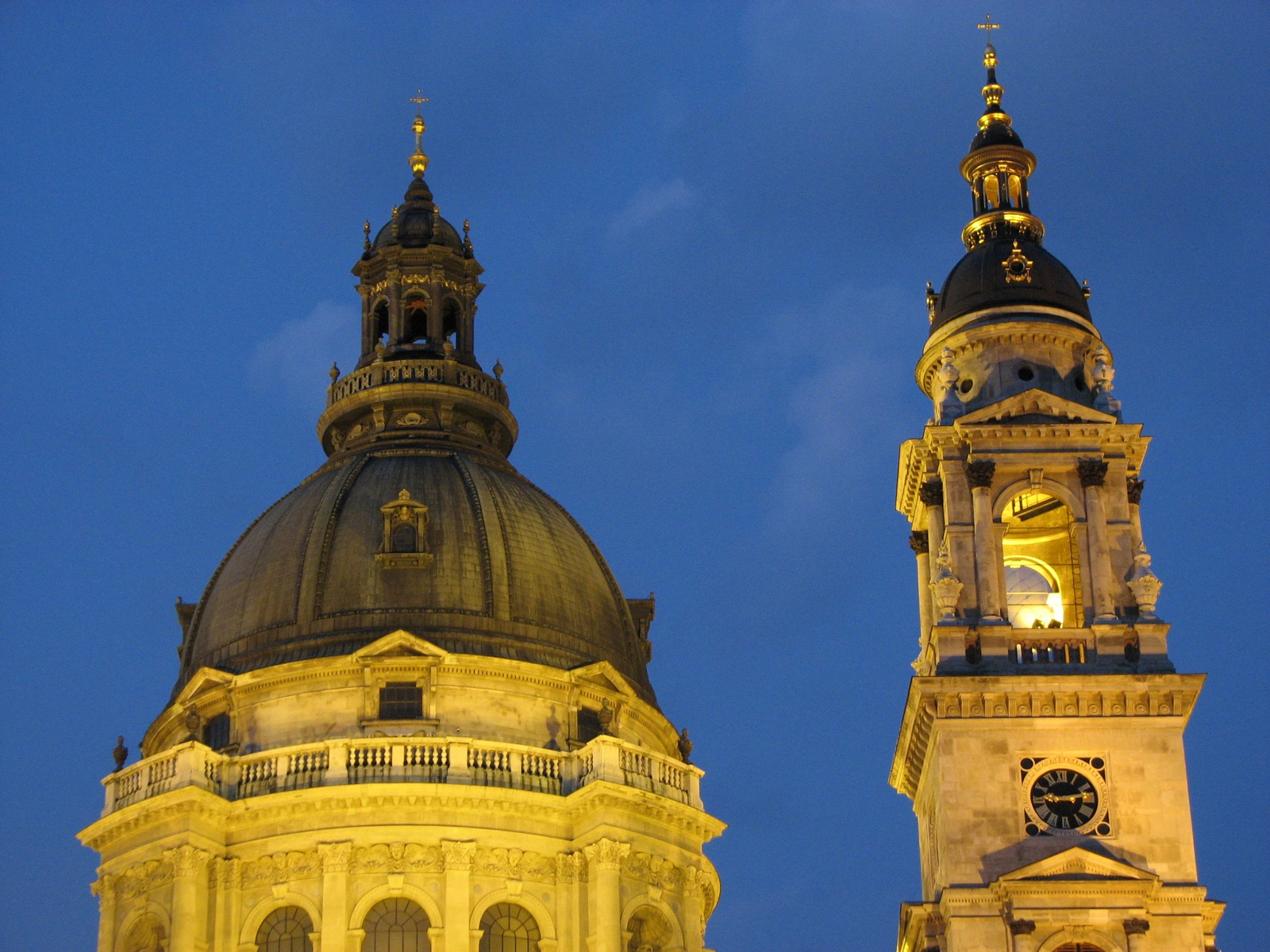
夜间
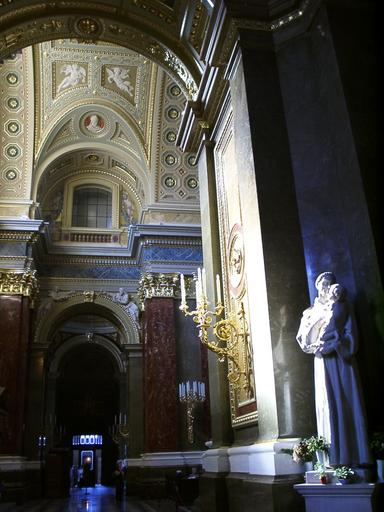
内部
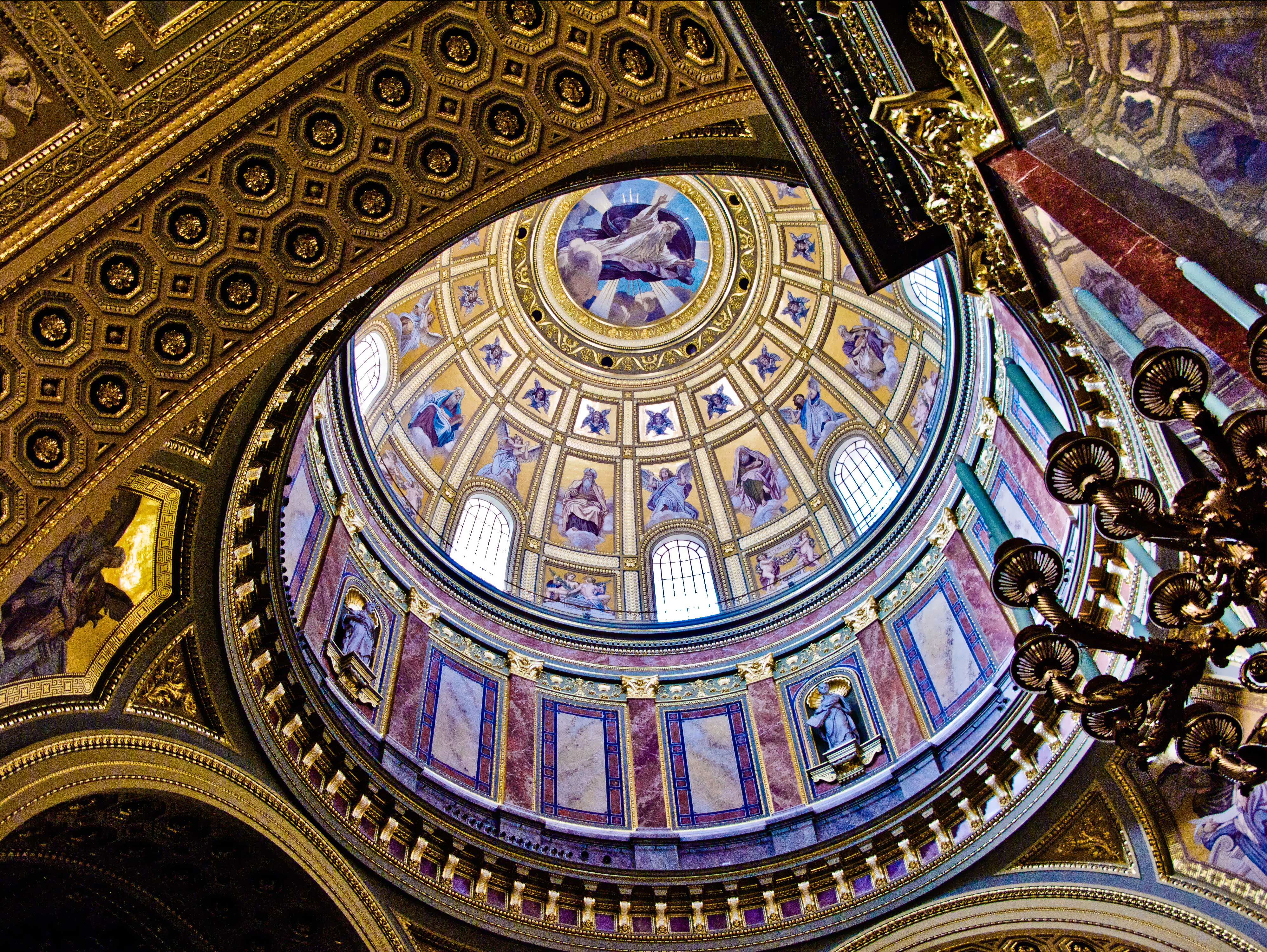
圓頂
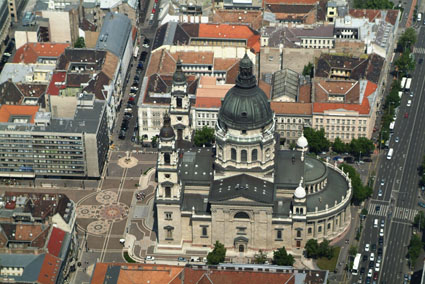
航拍照片
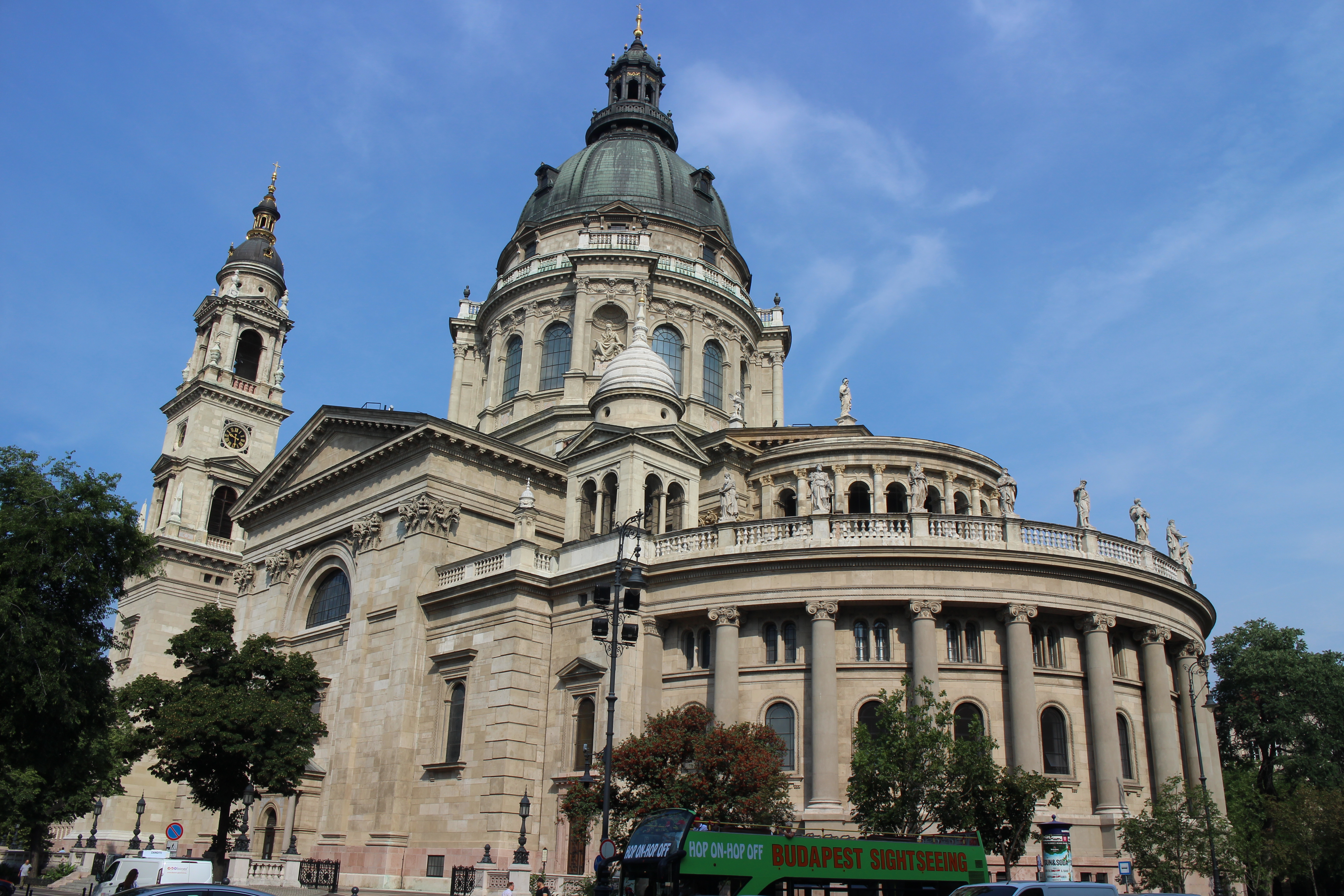
後方
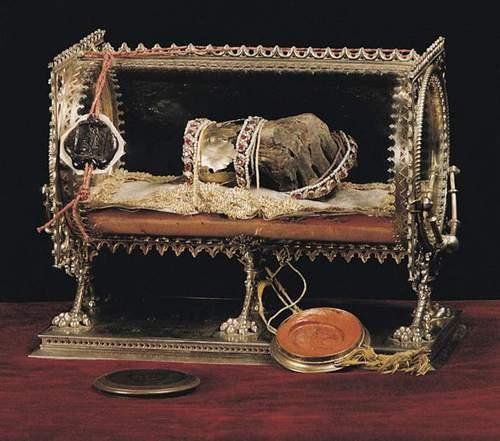
聖髑王之聖右手
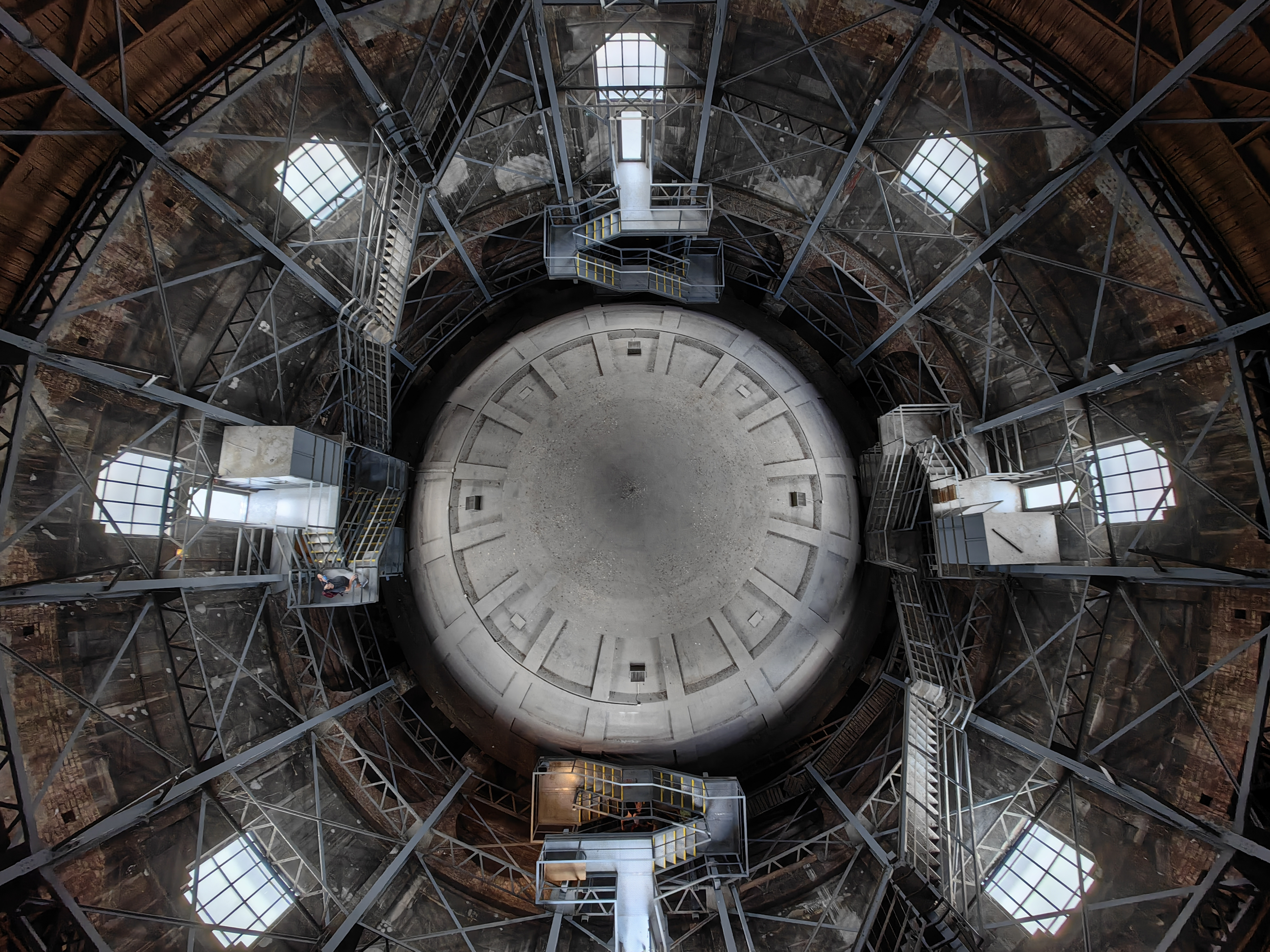
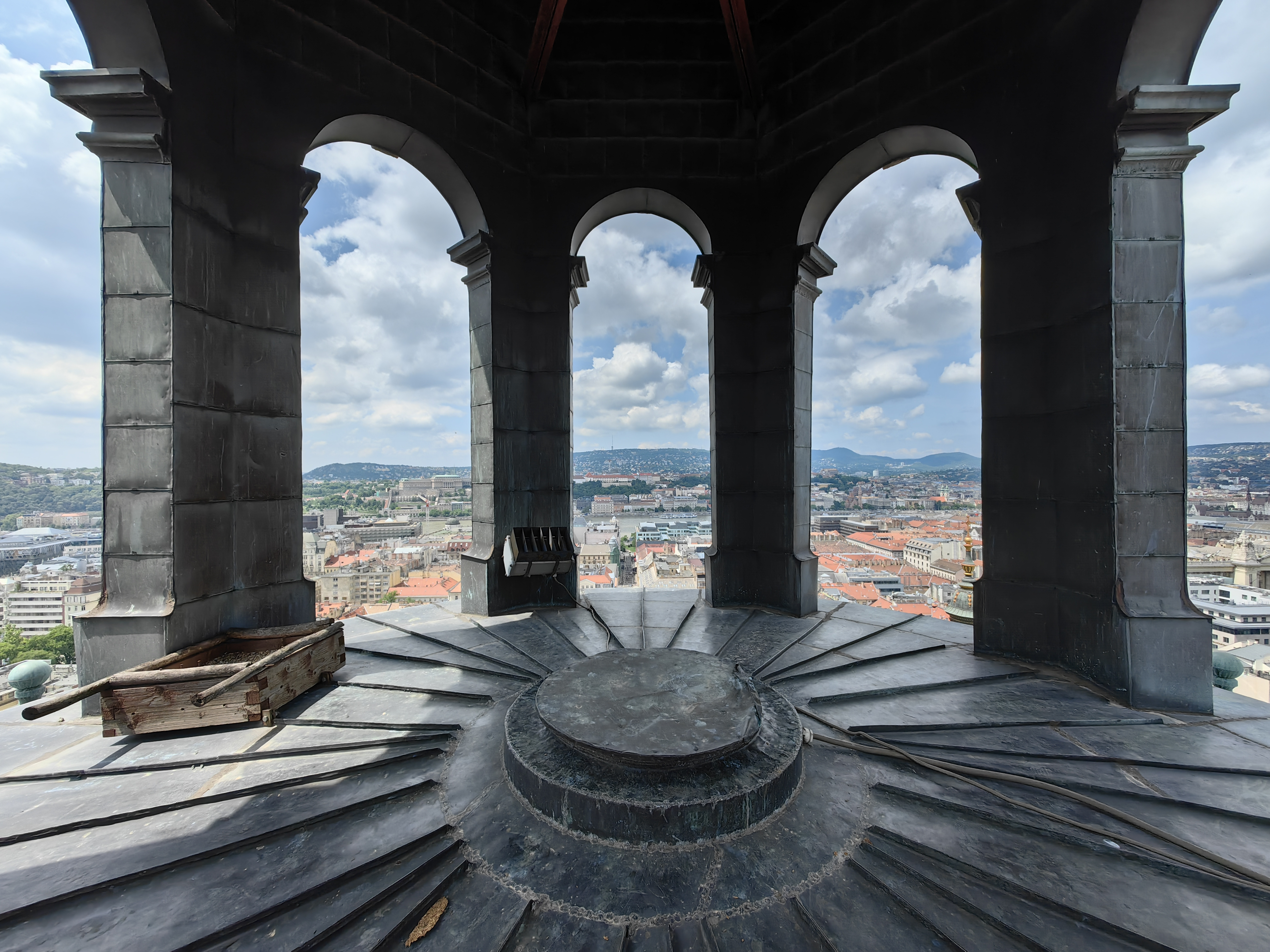